# TVQ九州放送
株式會社TVQ九州放送（日语：／ TVQ Kyūshū Hōsō */?），簡稱TVQ、，是日本一所以福岡縣為放送地域的電視台。TVQ九州放送在福岡市和北九州市均有辦公地點，開播于1991年4月1日，是東京電視台聯播網TXN的成員。TVQ九州放送的呼號為JOTY-DTV，遙控器號碼是7頻道。TVQ是福岡縣第五家民營電視台，也是TXN第六個成員。隨著TVQ開播，TXN聯播網節目成功覆蓋日本四大主要島嶼。該台雖然播出區域限定在福岡縣，但實際上其無線電視信號可覆蓋佐賀縣大部分地區和山口縣內靠近福岡縣的部分地區。

## 資本構成
下表列出2015年3月31日時TVQ九州放送的主要股東:453：
| 資本金   | 已發行股份總數 | 股東數 |
| -------- | -------------- | ------ |
| 20億日元 | 40,000股       | 46     |

| 股東             | 持股數  | 比例   |
| ---------------- | ------- | ------ |
| 日本經濟新聞社   | 7,960股 | 19.90% |
| 西日本新聞社     | 5,800股 | 14.50% |
| 東京電視控股     | 4,600股 | 11.50% |
| 大阪電視台       | 2,540股 | 06.35% |
| 愛知電視台       | 2,470股 | 06.17% |
| 富士媒體控股     | 1,960股 | 04.90% |
| 西日本都市銀行   | 1,700股 | 04.25% |
| 九州電力         | 1,300股 | 03.90% |
| 讀賣新聞東京本社 | 1,280股 | 03.20% |
| 朝日新聞社       | 1,200股 | 03.00% |
| Hawks Town       | 1,200股 | 03.00% |

## 歷史

TVQ九州放送在1991年至2019年期間使用的商標

日本經濟新聞社及東京電視台在1986年6月就有在福岡縣開設電視台，實現TXN電波覆蓋日本列島的構想:66。在和西日本新聞社、當地財界及政界協議之後，日本經濟新聞社及東京電視台在1989年3月正式申請福岡縣的電視播出執照:66。當時有多達235家公司申請這一電視執照。在當地財界和撮合下，這些申請公司最終同意和日本經濟新聞社的申請整合:66。
除了整合其他申請團體之外，總部所在地和名稱是日本經濟新聞社面臨的兩大議題。由於當時福岡縣其他四家民營電視台均將總部設在第一大城福岡市，第二大城北九州市展開了強力的申請活動，有多達105家團體申請電視執照:66。在北九州市役所再三要求之下，日經在1990年3月同意，新台在福岡市和北九州市均設立總部:67。北九州市役所還希望淡化新台的福岡市色彩，因此新台最初決定使用「九州電視台」（テレビ九州）為公司名稱；但由於大阪市已有有線電視公司使用這一名稱，日經不得不將公司名稱改為「TXN九州」:67。1991年6月18日TXN九州獲得電視播出執照，並在同年8月31日舉辦成立大會:67。同時，日本經濟新聞社在日本經濟新聞西部支社舊址修建了日經西部電波會館，作為TXN九州的辦公場所；該建築地上6層、地下1層，總樓地板面積5,803平方公尺:67。
1991年3月25日，TXN九州開始進行試播:68；一周後的4月1日早晨5時52分，TXN九州正式開播:68。在開播同時，TXN九州還從徵集到的6,328個暱稱中選出「TVQ」作為暱稱:68。1992年11月16日至22日，TVQ第一次達成週黃金時段平均收視率達兩位數（10%）:75。同年TVQ北九州總部從小倉朝日三井大樓遷入日經北九州電波會館，這座建築地下1層、地上5層，總樓地板面積1,500平方公尺。TVQ使用其一層的攝影棚和二層的辦公區域，共計約900平方公尺的部分:75。1992年11月16日至22日，TVQ九州放送的黃金時間（19時至22時）的週平均收視率達到10%，開播兩年後首次實現黃金時間收視率達兩位數:17。
1993年，TVQ轉播的1994年世界盃亞洲區預賽日本對伊拉克的比賽創下收視率38.3%，為開播迄今最高收視率紀錄:77。這一年後半期，TVQ的黃金時段平均收視率達8.7%，同樣創新高:77。TVQ還在這一年實現了2.06億日元的盈餘，開播以來首次實現扭虧為盈:77。在開播五週年的1996年，TVQ舉辦了「亞洲音樂祭」等特別活動:82；同年，TVQ工會正式成立:93。1997年10月10日，TVQ開設了官方網站，是福岡縣電視台中較早開設官網的電視台:85。1999年，TVQ實現每股分紅1,500日元，是開播以來第一次實施股票分紅:89。
2000年度，TXN九州的營業額首次超過70億日元:93。2001年1月1日，TXN九州改為「TVQ九州放送」，以突出公司主營業務:93。同年4月1日，在開播10週年之際，TVQ播出了超過6小時的特別直播節目:94。TVQ還在這一時期加強了國際合作，和中國浙江電視台共同製作了紀錄片《孫文和梅屋庄吉》:97。2006年，TVQ和韓國光州廣播（KBC）簽署合作協議，KBC成為TVQ繼浙江廣播電視集團之後第二家海外合作台:13。
2005年11月15日，TVQ獲得了數位電視播出執照，定頻7頻道:111。翌年7月1日，TVQ和福岡縣其他三家民營電視台（RKB、TNC、FBS）開始播出數位電視訊號:4-5。2011年7月24日，TVQ停止播出類比電視訊號，全面進入數位電視時代。同一年也是TVQ開播20週年，TVQ在這一年舉辦了九州國立博物館第一次西洋繪畫展「梵谷展」，吸引超過35萬人參觀:57。此外，TVQ於這一年還在福岡市舉辦了浮世繪「大北齋展」和「漢堡浮世繪典藏展」:57-58，在北九州市舉辦了「莫內展」:60，均取得巨大反響。
2019年，TVQ九州放送簡稱改為，並且啟用了新商標。

## 節目

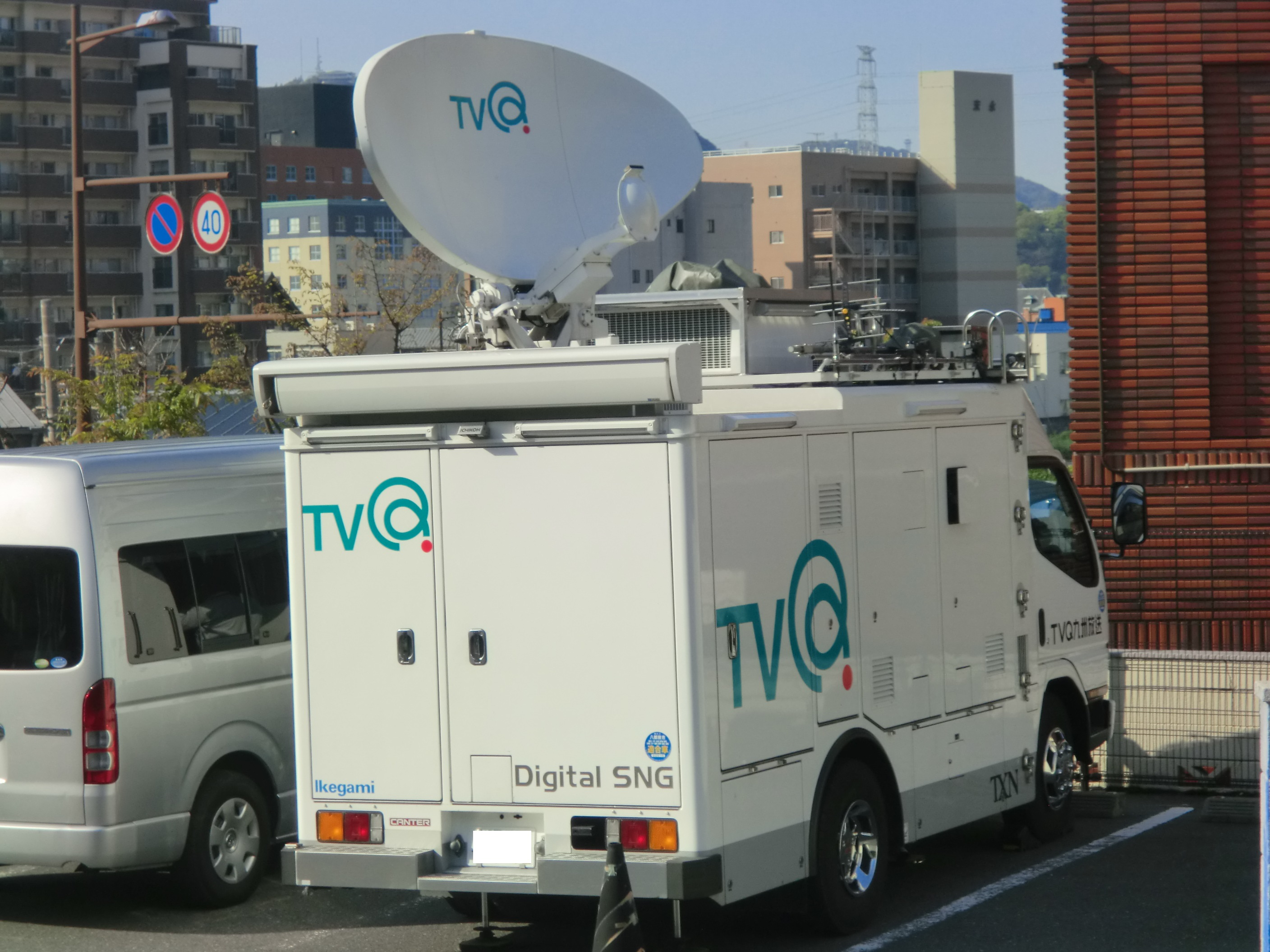
TVQ九州放送的SNG轉播車

在開播當天，TVQ九州放送就製作了《前往九州新時代之路》（九州新時代への道）、五木寬之原作電視劇《青春之門》（青春の門）等特別節目。《青春之門》在播出第一天的4月11日獲得8.6%、4月12日獲得8.0%的收視率:9。在開播初期，職棒福岡大榮鷹比賽轉播是TVQ的支柱節目:71。開播第一年，TVQ九州放送的黃金時段平均收視率是5.7%，但轉播的14場福岡大榮鷹職棒比賽的平均收視率有8.4%:72。1999年，TVQ九州放送轉播的福岡大榮鷹獲得太平洋聯盟冠軍的比賽取得了33%的平均收視率。這場比賽的瞬間最高收視率達55%，創下TVQ開播以來的第一位紀錄:90。2000年，TVQ九州放送連續兩年轉播福岡大榮鷹奪得太平洋聯盟冠軍的比賽，平均收視率同樣高達25.9%:93。2003年10月27日，TVQ九州放送轉播福岡大榮鷹首次獲得日本冠軍的比賽，取得了33.9%的高收視率。當天TVQ九州放送黃金時段（19點至22點）平均收視率達34.8%，晚間時段（19點至23點）平均收視率達26.9%，全日平均收視率達9.4%，開播以來第一次獲得收視率「三冠王」:101。
開播兩週之後，TVQ九州放送在1991年4月14日開始播出其第一個自公司製作帶狀直播節目《午前福岡》（プレヌーンふくおか），但因收視低迷，該節目只播出了半年就告終結:72。1992年，TVQ九州放送開始播出《有趣探險》（おもしろ探検），持續聚焦福岡縣的在地資訊:74。1994年，該節目改名《新有趣探險》（新おもしろ探検），共播出305期，累計平均收視率4.7%:78-79。2000年至2011年，TVQ九州放送製作了《九州經濟NOW》節目，專門介紹九州地方的經濟動向:93。2005年，TVQ九州放送播出了加森觀光接手經營宇宙世界的獨家新聞:109。2006年開始播出的《閃耀九州》是TVQ九州放送的另一標誌性自製節目，其在2009年播出的《屋久島 前篇》獲得了13.8%的高收視率:34。2017年4月開始，TVQ九州放送在週一至週五傍晚播出帶狀新聞節目《福岡衛星!》，強化播出福岡的經濟新聞。
1996年，TVQ九州放送播出韓國文化廣播公司（MBC）電視劇《飛行員》，是日本第一家播出韓國電視劇的電視台。雖然該電視劇在深夜時段播出，但仍然取得了2-3%的收視率:83。2011年，TVQ九州放送在午後時段播出韓劇《朱蒙》，取得平均5.2%的高收視率:58-59。

## 外部連結
- テレQ （页面存档备份，存于） - 株式会社TVQ九州放送
- テレQ 7ch(TVQ九州放送)的X（前Twitter）
- TVQ九州放送‐テレQ7ch的Facebook專頁
- YouTube上的テレQ7ch頻道